# 杉森みど里
杉森　みど里（すぎもり　みどり 1934年2月21日-）は、日本の看護学者。群馬県立医療短期大学学長、群馬県立県民健康科学大学学長を歴任。群馬県立県民健康科学大学名誉教授。

## 経歴
兵庫県生まれ。1955年国立東京第一病院附属高等看護学院卒業。以後1967年まで国立東京第一病院勤務。その間、1959年から1960年外務省による医療使節団員としてラオスへ派遣。1961年から1963年国際看護婦協会（Ｉ．Ｃ．Ｎ．）交換看護婦として渡米。1966から1967年厚生省看護教員養成講習会専任者として出向。1967年順天堂高等看護学校本科教務主任。1973年法政大学法学部法律学科卒業。同年東海大学医療技術短期大学助教授。1979年千葉大学看護学部看護教育学講座助教授。1986年千葉大学看護学部看護教育学講座教授。1999年群馬県立医療短期大学学長、2005年群馬県立県民健康科学大学学長。
1992年から1996年まで日本看護教育学学会理事長を務める。

## 著書
- 『この目で見たアメリカの看護』（看護教養新書）医学書院、1966年
- 『看護教育の実践的展開 : ある看護婦教師のあゆみ』看護の科学社、1982年
- 『看護教育学』医学書院、1988年
- 舟島なをみと共編著『看護学教育評価論 : 質の高い自己点検・評価の実現』文光堂、2000年